# Kate Seredy
Kate Seredy (née Katalin Serédy à Budapest le 10 novembre 1899 et morte le 7 mars 1975 à Middletown) est une illustratrice et femme de lettres d'origine hongroise, qui écrivit de nombreux livres pour enfants.

## Biographie
Kate Seredy naît en Hongrie en 1899 et grandit dans les environs de Budapest. Son père, Louis Peter Seredy, est instituteur. Il transmet à Kate Seredy, sa fille unique, son amour de la nature et du plein air. Elle reçoit son éducation à l'académie des arts de Budapest afin de devenir professeur d'art. La Première Guerre mondiale interrompt ses études. Elle devient infirmière, ce qui éveille son intérêt pour l'anatomie,.
En 1922, elle part aux États-Unis et y gagne sa vie en peignant des abat-jours et des cartes de vœux. Elle réalise aussi des dessins de mode, des dessins de presse et des livres illustrés. Elle travaille également en tant qu'ouvrière. De 1933 à 1934, elle gère une librairie pour enfants. En 1935, May Massee, éditrice à Doubleday, lui recommande d'écrire un livre pour enfants en prenant pour inspiration son enfance en Hongrie. L'ouvrage publié la même année, The Good Master, est un succès critique et commercial. Dix-sept autres livres, écrits et illustrés par Kate Seredy, suivent. Les thèmes abordés incluent les malheurs de la guerre et bonheurs du monde rural, des enfants malicieux, le sentiment d'aliénation de groupes sociaux, et la culture populaire hongroise. Ses livres étaient écrits directement en anglais, même si ce n'était pas sa langue maternelle ; sa maitrise de la langue dans ses récits est saluée par les critiques,.
Kete Seredy continue également d'illustrer pour d'autres auteurs, comme Carol Ryrie Brink, Blanche Jenning Thomspon, Andre Norton, Sonia Daugherty, Eva Roe Gaggin, etc. Kate Serredy traduit également un livre de Leopold Geldo du hongrois en anglais. Elle a vécu dans une ferme désaffectée dans les environs de New York, puis dans le village de Montgomery. Elle ne fut jamais mariée et n'eut pas d'enfants. Jusqu'à son décès en 1975, elle aimait jouer du piano, ainsi que créer des meubles, des vêtements, des sculptures de bois et de la poterie,.